# Princess Hijab
Princess Hijab é uma artista de rua anônima de Paris, na França. Usando como ferramenta de trabalho apenas uma caneta preta, pinta véus em pessoas que estampam cartazes de publicidade no metrô. Hijab iniciou estes trabalhos desde 2006.